# FMRAAM
FMRAAM（Future Medium Range Air to Air Missile、将来型中距離空対空ミサイルの略）とは、ヒューズ社（現レイセオン社）のAIM-120 AMRAAMを、改良型ラムジェットエンジン によって駆動するバージョンとしたものである。
1990年代半ば、このミサイルは、イギリスの新型戦闘機タイフーン用のAMRAAMに代わる新規でより長射程なミサイルという、イギリスの要求した条件を満たすよう考案されていた。これはミーティアと比較審査を行って敗れたため、量産段階に達することは無かった。